# Everytime We Touch (canción de David Guetta)
«Everytime We Touch» —en español: «Cada vez que nos tocamos»— es el quinto sencillo del DJ y productor francés David Guetta desprendido de su tercer álbum Pop Life de 2007. Fue lanzado el 25 de noviembre de 2008 y cuenta con la colaboración del vocalista Chris Willis y producida por el propio Guetta, Steve Angello y Sebastian Ingrosso. La canción estuvo por nueve semanas en cuatro diferentes ranking, su primera aparición fue la semana 52 en 2008 en el Top Singles Bulgaria 40 y la última aparición fue en la 10º semana de 2009 en la lista neerlandesa. Su mejor posición en las listas fue la número 19, en el Dutch Top 40, donde permaneció allí durante una semana.

## Listado de canciones
| CD, Maxi-Single, Promo |                                            |          |  |
| N.º                    | Título                                     | Duración |  |
| 1.                     | «Everytime We Touch» (Radio Edit UK)       | 2:41     |  |
| 2.                     | «Everytime We Touch» (Radio Edit)          | 3:15     |  |
| 3.                     | «Everytime We Touch» (Extended Version)    | 7:58     |  |
| 4.                     | «Everytime We Touch» (Inpetto Remix)       | 7:51     |  |
| 5.                     | «Everytime We Touch» (David Tort Remix)    | 8:34     |  |
| 6.                     | «Everytime We Touch» (Robbie Rivera Remix) | 9:04     |  |
| 7.                     | «Everytime We Touch» (Instrumental)        | 6:55     |  |

## Posicionamiento en listas
| Lista (2009)                                | Mejor posición |
| ------------------------------------------- | -------------- |
| Bélgica (Flandes) (Ultratip Bubbling Under) | 12             |
| Bélgica (Valonia) (Ultratip Bubbling Under) | 3              |
| Países Bajos (Dutch Top 40)                 | 19             |
| Reino Unido (The Official Charts Company)   | 68             |
| Suiza (Schweizer Hitparade)                 | 97             |